# Csávossy-mauzóleum
A Csávossy-mauzóleum vagy papdi katolikus templom a báró Csávossy család mauzóleuma, római katolikus templom a bánsági Papdon (románul: Bobda), Románia Temes megyéjében. Az esztergomi bazilika mintájára épült, klasszicista épület ma romos állapotú. A romániai műemlékek jegyzékében a TM-II-m-A-06188 sorszámon szerepel.

## Történelem

### A mauzóleum építése
Piedlhauser Ignác (később Csávossyra magyarosított) a 19. században telepedett le Csávoson, majd idvővel a közeli Papdon is uradalmat vásárolt. Fia, Csávossy Gyula az 1860-as években kezdett itt építkezésbe: negyvenkét szobás kastélyt, vele szemben pedig nagyszabású családi sírboltot álmodott meg.
A mauzóleum az akkoriban befejezett esztergomi bazilika kicsinyített másaként épült. 1908-ra szentelték fel, és Gyula fia, a jezsuita szerzetesnövendék Csávossy Elemér javaslatára Jézus szíve tiszteletére szentelték.

### Családi mauzóleum és templom
A kezdetben üres kripta feletti kápolnát misézőhelyként is használták. Évente ötször tartottak itt szentmisét, az évközi vasárnapokon továbbra is a szomszéd falu plébániatemplomába jártak.
1909–1910 telén Elemér meglátogatta apját, mivel szerzetesként le kellett mondania vagyonáról. Gyula ekkor végrendeletet is írt, melyben a templomot a papdi római katolikusokra hagyta azzal a feltétellel, hogy gondját viselik az épületnek. Elsőként 1911 januárjában elhunyt második feleségét, Jozefát temették a családi kriptába. Szeptemberre – nem függetlenül a végrendelet körüli családi viszályoktól – Gyula báró egészsége is megromlott és elhunyt; Elemér maga temette el a papdi mauzóleumban.
1920-ban a trianoni békeszerződés értelmében a birtok a Román Királysághoz került, és Elemér két öccse a földreform értelmében fel kellett ossza a falu lakossága körében. 1928 októberében a templomot is átadták (a szertartást képeslap örökíti meg), majd a nevükön maradt ingatlanokat eladva Svájcba, illetve Kanadába emigráltak.

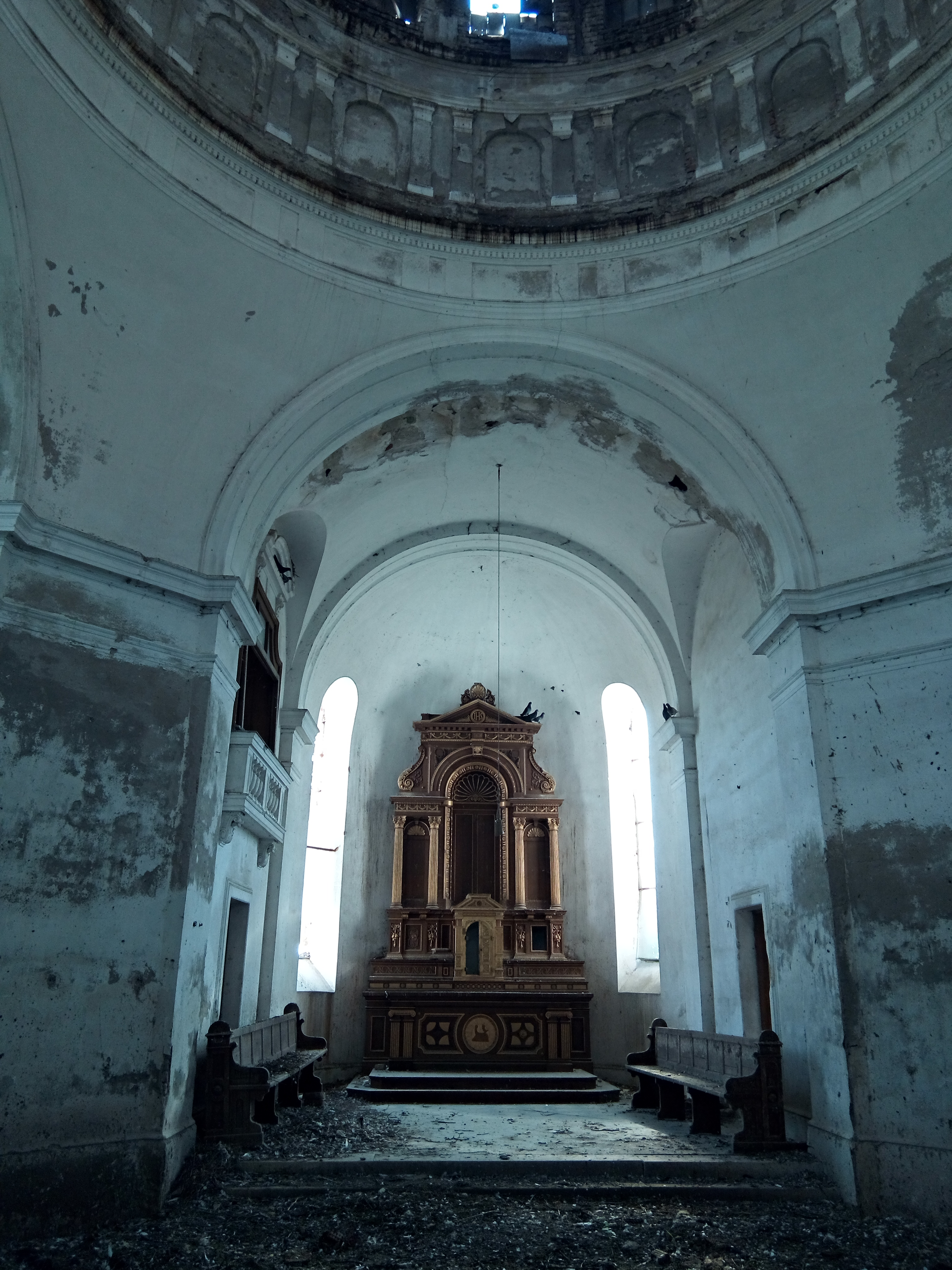
A szentély 2018 májusában

### Lassú pusztulás
Az 1930-as években még rendszeresen miséztek a mauzóleum kápolnájában, de a második világháború után a faluval együtt feldúlták. A mauzóleumot a polgármester államosítani akarta; 1946-ban a kriptát „burzsoá aranyat és drágaköveket keresve” feltörette, amiért két év börtönbüntetésre ítélték. A 2000-es évek elején a kriptát megrongálták, a Csávossyak csontjait szétszórták; a falu temetőjében temette őket újra az utolsó harangozó, Vasar József a zsombolyai plébános segítségével.

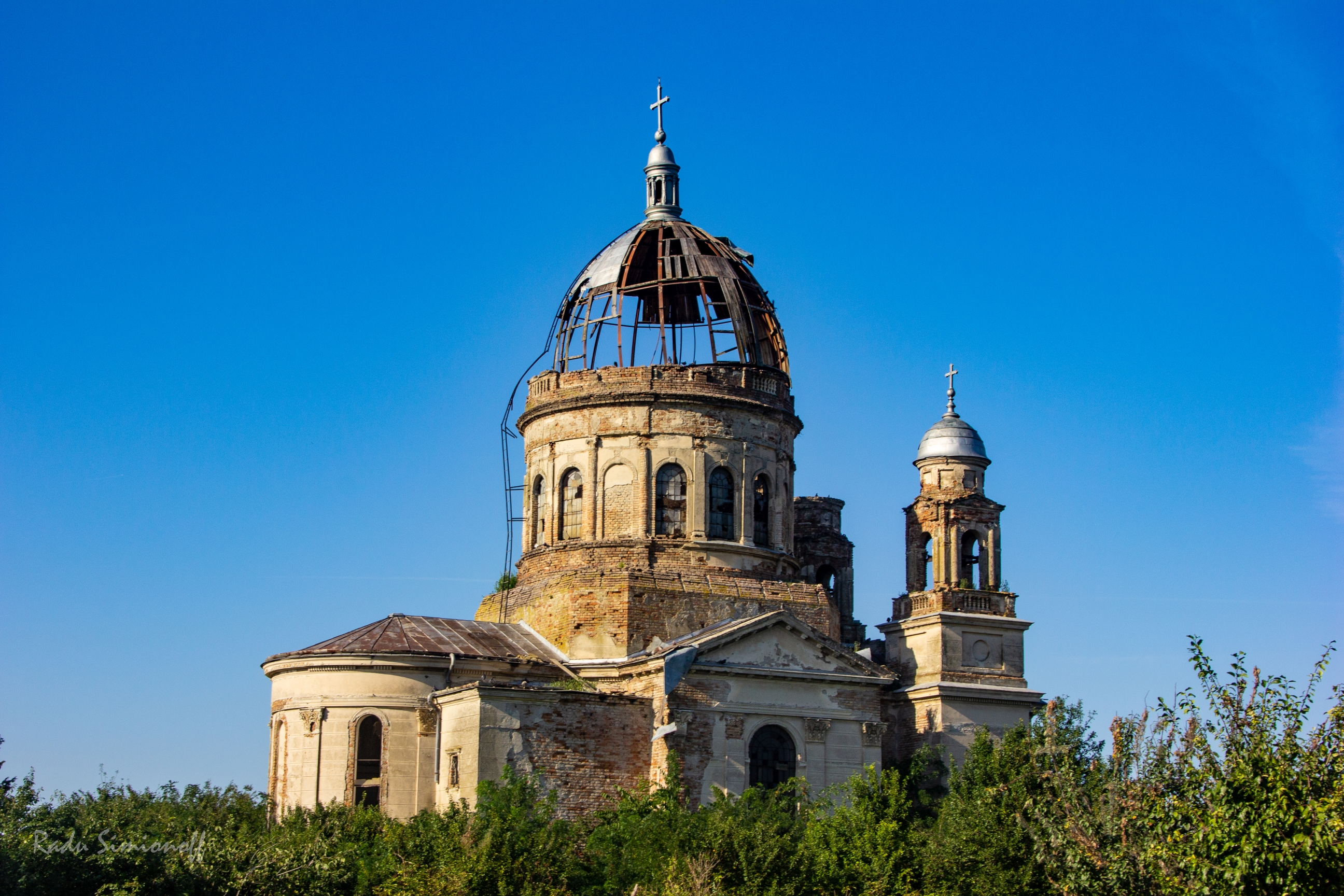
Az épület a szétesett kupolával 2020 augusztusában

Az épület és berendezése egy ideig még sokáig a pusztulásnak, de a katolikus közösség nagyja elmenekült vagy deportálták (1951–1956 között hatvan papdit hurcoltak a Bărăgan kényszermunkatáboraiba). Az utolsó szentmisét 1983 körül tarthatták. A 2010-es évek elejére már csak ketten maradtak katolikusok a faluban. Ekkor a mauzóleum tulajdonjogát a Temesvári egyházmegyére ruházták, az azonban nem tudta vállalni az akkor még csak állagmegóvó jellegű felújítás költségeit, és sorsára hagyta az épületet. Jobboldali tornyának sisakját levitte a vihar, a festett üvegablakokat, a kilincseket, festményeket, kegytárgyakat és a bútorzat nagy részét ellopták. Az orgonát is el akarták vinni, de leejtették az emeletről, és darabokra tört. Az utolsó római katolikus család naponta megkondította a harangokat, mígnem az épületet életveszélyesnek nyilvánították és lezárták. A kupola 2020-ban esett szét. Papdon szokás az is, hogy haláleset esetén mind az ortodox, mind a katolikus templomban meghúzzák a harangokat.
Megmentésére több, ezidáig sikertelen kísérlet történt. 2012-ben a Temesvári Műszaki Egyetem Építészmérnöki Kara 300 000 euróra becsülte a helyreállítás költségeit, ekkor szerkezeti károsodást még nem tapasztaltak. A falu egykori lakóinak Németországban élő leszármazottai összeadták a szükséges összeg egy részét (30 000 eurót), ennek azonban nyoma veszett. Az egyre romosabb épületet 2021-ben a Károly herceg által is támogatott Ambulanța pentru Monumente műemlékvédő egyesület 3D szkennerrel felmérte, és önkéntes munkában kitakarította. Ugyanebben az évben előbb a Csene község önkormányzata, majd a román állami Temes Megyei Műemlékvédelmi és Művelődésügyi Igazgatóság kezelésébe került. 2022 nyarán az Asociația Prin Banat önkéntesei állagmegóvó munkát végeztek.

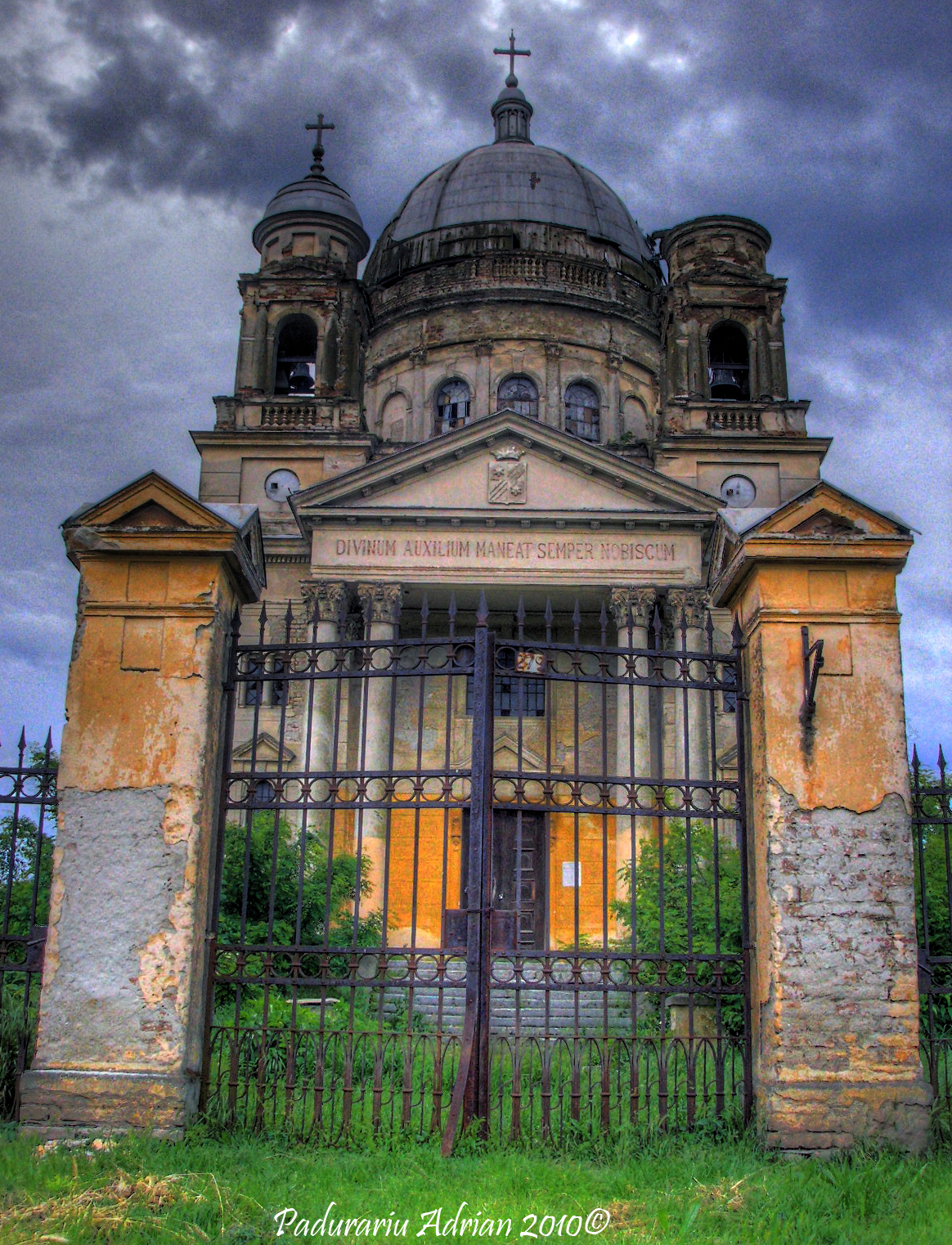
A főhomlokzat 2010-ben

## Épület
A mauzóleum az esztergomi bazilika kicsinyített másaként, klasszicista stílusban épült. Timpanonok és kupolák díszítik; homlokzatán a „DIVINUM AUXILIUM MANEAT SEMPER NOBISCUM” (Isten segítsége legyen mindig velünk) könyörgés olvasható. Harangjait Novotny Antal temesvári műhelyében öntötték, festett üvegablakait Münchenből rendelték.
Az épület 300 fő befogadására alkalmas, ami megfelel Papd építéskori teljes katolikus lakosságának. Kriptáját úgy méretezték, hogy a bárói házaspár, tizenkét gyermekük és akár unokáik számára is sírhelyet biztosíthasson.